# لیام کادیس
لیام کادیس (انگلیسی: Liam Caddis؛ زادهٔ ۲۰ سپتامبر ۱۹۹۳) بازیکن فوتبال اهل بریتانیا است.
از باشگاه‌هایی که در آن بازی کرده‌است می‌توان به باشگاه فوتبال سنت جانستون اشاره کرد.